# Constance Jones
Emily Elizabeth Constance Jones (Llangarren, Herefordshire, 19 de febrero de 1848 - 9 de abril de 1922) conocida como Constance Jones o EE Constance Jones, fue una filósofa, traductora y profesora inglesa. Trabajó en el campo de la lógica y la ética. 

## Vida y carrera
Emily Elizabeth Constance Jones nació en Langstone Court, Llangarren, Herefordshire, siendo la mayor de diez hermanos. Su padre era John Jones y su madre Emily, hija de Thomas Oakley JP, de Monmouthshire. Constance fue principalmente tutelada en casa. Pasó sus primeros años de adolescencia con su familia en Ciudad del Cabo, Sudáfrica, y cuando regresaron a Inglaterra en 1865, asistió a una pequeña escuela, la escuela de Miss Robinson, en Cheltenham, durante un año. 
La señorita Alice Grüner, una exalumna de Newnham, la instruyó en su casa de Sydenham, Kent, para el examen de ingreso al Girton College, Cambridge . Constance se fue a Girton en 1875 donde, motivada por haber leído La economía política (1863) de Henry Fawcett  y La lógica (1843) de Mill, eligió el campo de las ciencias morales. Sin embargo, casi de inmediato tuvo que retirarse para cuidar a la tía con la que estaba viviendo por aquel entonces. Su carrera como estudiante se vio considerablemente interrumpida puesto que la educación de sus hermanos menores tuvo prioridad sobre la suya, pero a pesar de esto, en 1880, se le concedió una distinción de honor en el campo de las ciencias morales. 
El año 1884 regresó a Girton como estudiante de investigación y profesora residente de ciencias morales. Después de haber estudiado con Henry Sidgwick, James Ward y JN Keynes, completó la traducción del Mikrokosmus de Lotze iniciada por Elizabeth Hamilton. También editó los Métodos de ética (1901) de Henry Sidgwick  y su Ética de Green, Spencer y Martineau (1902). En el año 1890, Constance escribió Elements of Logic (Elementos de la lógica); en 1905, A Primer of Logic (Manual de lógica); en 1909, A Primer of Ethics (Manual de ética); en 1911, A New Law of Thought and its Logical Bearing (Una nueva ley del pensamiento y su lógica); y finalmente, en 1913, Girton College. Fue profesora en el Girton College, Cambridge, desde 1903 hasta su jubilación en 1916.
Jones se convirtió en una de las primeras mujeres en formar parte de la Sociedad Aristotélica, al unirse a ésta en el año 1892, y formó parte del comité ejecutivo de la Sociedad desde 1914 hasta 1916. También fue la primera mujer de la que se tiene constancia de haber presentado un artículo al Club de Ciencias Morales de la Universidad de Cambridge .  
El 1 de diciembre de 1899 tuvo lugar una conferencia moderada por el filósofo Henry Sidgwick, en la cual Constance habló sobre la obra de James Ward titulada Naturalism and Agnosticism (Naturalismo y agnosticismo). Los puntos de vista que ofreció fueron considerados novedosos y originales y tuvieron cierta influencia sobre sus compañeros. Dedicó su carrera al desarrollo de la idea de que las proposiciones categóricas están compuestas por un predicado y un sujeto relacionados a través de la identidad o la no identidad.

## Filosofía
La contribución más significativa de Constance Jones a la filosofía fue en el campo de la lógica siendo considerada por sus contemporáneos una experta en esta área. Su obra más importante es A New Law of Thought and its Logical Bearings (Cambridge, 1911). Principalmente, se interesó por la importación e interpretación de las proposiciones. Como George Stout dice de ella: "Constance hizo un buen trabajo al insistir en la distinción entre la interpretación desde el punto de vista del orador y el del oyente".  En su autobiografía, Jones escribió sobre una temprana fascinación por cuestiones relacionadas con la naturaleza y la estructura del contenido: "Esta pregunta no resuelta (¿qué se afirma cuando se hace una declaración y cuál es la forma correcta de hacerlo?) me había interesado profundamente desde la época en que era estudiante y estaba desconcertada con los relatos de Mill y Jevons sobre las proposiciones". Jones publicó varios libros y artículos sobre lógica y ética, en particular sobre el hedonismo ético de Sidgwick. Sin embargo, a pesar de su contribución a la filosofía analítica, Jones ha sido olvidada en gran medida. 